# Melibe rosea
Melibe rosea is een slakkensoort uit de familie van de Tethydidae. De wetenschappelijke naam van de soort is voor het eerst geldig gepubliceerd in 1829 door Rang.